# ナツメアタリ
ナツメアタリ株式会社（英: NATSUME ATARI INC.）は、家庭用ゲームソフトおよびパチンコ・パチスロの企画や開発を行う日本の企業。コンピュータエンターテインメント協会正会員。
2013年にナツメ株式会社とアタリ株式会社（アメリカのアタリとは異なる）が経営統合して誕生。本項では注記のない限り存続会社であるナツメを中心に記述する。

## 概要
1987年10月20日に「ナツメ株式会社」が設立された。社名は創業の地である東京都新宿区夏目坂に由来する。ゲーム開発会社としては珍しく、開発したソフトウェアの版権を保有し、社名を表記することを条件とする姿勢で開発してきたことで知られる。また、日本国外でのゲーム開発や移植にも携わっており、1988年5月には、アメリカ合衆国カリフォルニア州サンフランシスコに子会社Natsume Inc.を設立している。
2002年10月に創業者の松本隆司が遊技機開発会社の「株式会社アタリ」を設立。2013年10月に株式会社アタリと経営統合し、「ナツメアタリ株式会社」となった。この為、事業内容に、"ぱちんこ遊技機、回胴式遊技機の企画開発"、"Webおよび携帯関連コンテンツの企画・開発・運営"、"各種システム開発および運営管理等"などが加わっているが、それらは旧：アタリを継承する大阪事業所が担当している。
2018年には、スーパーファミコン時代から制作しているナツメスタッフによる「TENGO PROJECT」が始動。過去に制作したゲームタイトルのリメイクに着手している。

## 開発タイトル

### コンピュータゲーム
- メダロットシリーズ
- ネギまシリーズ
- ガンダム・ザ・バトルマスターシリーズ
- 激闘!クラッシュギアTURBO
- 三つ目がとおる
- 東方見文録
- アイドル八犬伝
- AD&Dヒーロー・オブ・ランス（発売：ポニーキャニオン）
- ダンジョン&マジック
- アバドックス
- 鳥人戦隊ジェットマン
- 特救指令ソルブレイン（日本国外で発売した『シャッターハンド』から流用）
- マイティ・モーフィン・パワーレンジャー（スーパーファミコン版）
- 激走戦隊カーレンジャー 全開!レーサー戦士
- 新機動戦記ガンダムW ENDLESS DUEL
- 百獣戦隊ガオレンジャー
- 忍風戦隊ハリケンジャー
- 機動戦士ガンダムSEED（PlayStation 2版）
- 機動戦士ガンダムSEED DESTINY（ゲームボーイアドバンス版）
- ファイナルミッション（NES用リテイク版名：S.C.A.T.）
- 中国雀士ストーリー 東風
- 闇の仕事人 KAGE
- 麻雀RPG ドラドラドラ
- カオスワールド
- 神魂合体ゴーダンナー!!（PlayStation 2版）
- 奇々怪界-謎の黒マント-
  - 奇々怪界 黒マントの謎
- 奇々怪界-月夜草子
- 全日本プロレス
- 全日本プロレス´ 世界最強タッグ
- 全日本プロレス2 3・4武道館
- ザ・ニンジャウォーリアーズアゲイン
  - ザ・ニンジャウォーリアーズワンスアゲイン
- WILD GUNS（英語版）
  - WILD GUNS Reloaded
- 下野正希のFishing To Bsssing
- テトリスプラス
- ぴょんぴょんキャルルのまあじゃん日和
- おさわがせ! ペンギンBOY
- ラッキーモンキー（英語版）（反省ザル ジローくんの大冒険）
- リアルプロ野球 セントラルリーグ編 - リアルプロ野球 パシフィックリーグ編
- ゴルフDEおはスタ
- 所さんの世田谷カントリークラブ
- クレオパトラフォーチュン
- オメガファイブ
- 東京魔人學園剣風帖（ニンテンドーDS版）
- 銀魂 万事屋ちゅ〜ぶ ツッコマブル動画
- 北斗の拳 世紀末救世主伝説
- ロックマンゼロシリーズ 一部スタッフが携わっている。
- 仮面ライダーバトル ガンバライド カードバトル大戦（ニンテンドーDS）
- キャプテン翼（PlayStation 2版）
- DECA SPORTA3 Wiiでスポーツ"10"種目!
- Rooms 不思議な動く部屋（ニンテンドーDS版）
- るろうに剣心 -明治剣客浪漫譚- 再閃
- うしみつモンストルオ リンゼと魔法のリズム（海外版販売。開発・日本版販売はサンタエンタテインメント）
- トリコ グルメサバイバル!
- 海賊戦隊ゴーカイジャー あつめて変身!35戦隊!
- トリコ グルメサバイバル!2
- アイルーでパズルー
- GUILD02 虫けら戦車
- トリコ アルティメットサバイバル
- 魁!!男塾 〜日本よ、これが男である!〜
- 逆転裁判123 成歩堂セレクション（ニンテンドー3DS版）
- ゴジラ-GODZILLA-
  - ゴジラ-GODZILLA-VS
- GunArena
- KAMEN RIDER memory of heroez
- 百英雄伝 Rising
- SD シン・仮面ライダー 乱舞
- REYNATIS/レナティス

### 携帯アプリ
- 出撃!私立恵比寿中学 武装風紀委員会

## 関連会社
- NACG Studio（ベトナム支社）[5]

## 関連人物
- 山下絹代